# Saison 10 de The Voice Kids (France)
La saison 10 de The Voice Kids réalisé par Tristan Carné  et Didier Froehly est diffusée sur TF1 du 17 août 2024 au 5 octobre 2024.

## Participants

### Coachs et présentateurs
L'émission est présentée par :
- Nikos Aliagas, sur le plateau et pendant l'accueil des familles ;
- Karine Ferri, dans les coulisses et sur le plateau.

Le jury est composé de :
- Slimane, auteur-compositeur-interprète français et vainqueur de la saison 5 de The Voice : La Plus Belle Voix
- Lara Fabian, autrice-compositrice-interprète belgo-canadienne
- Claudio Capéo, chanteur franco-italien et participant de la saison 5 de The Voice : La Plus Belle Voix
- Patrick Fiori, auteur-compositeur-interprète français

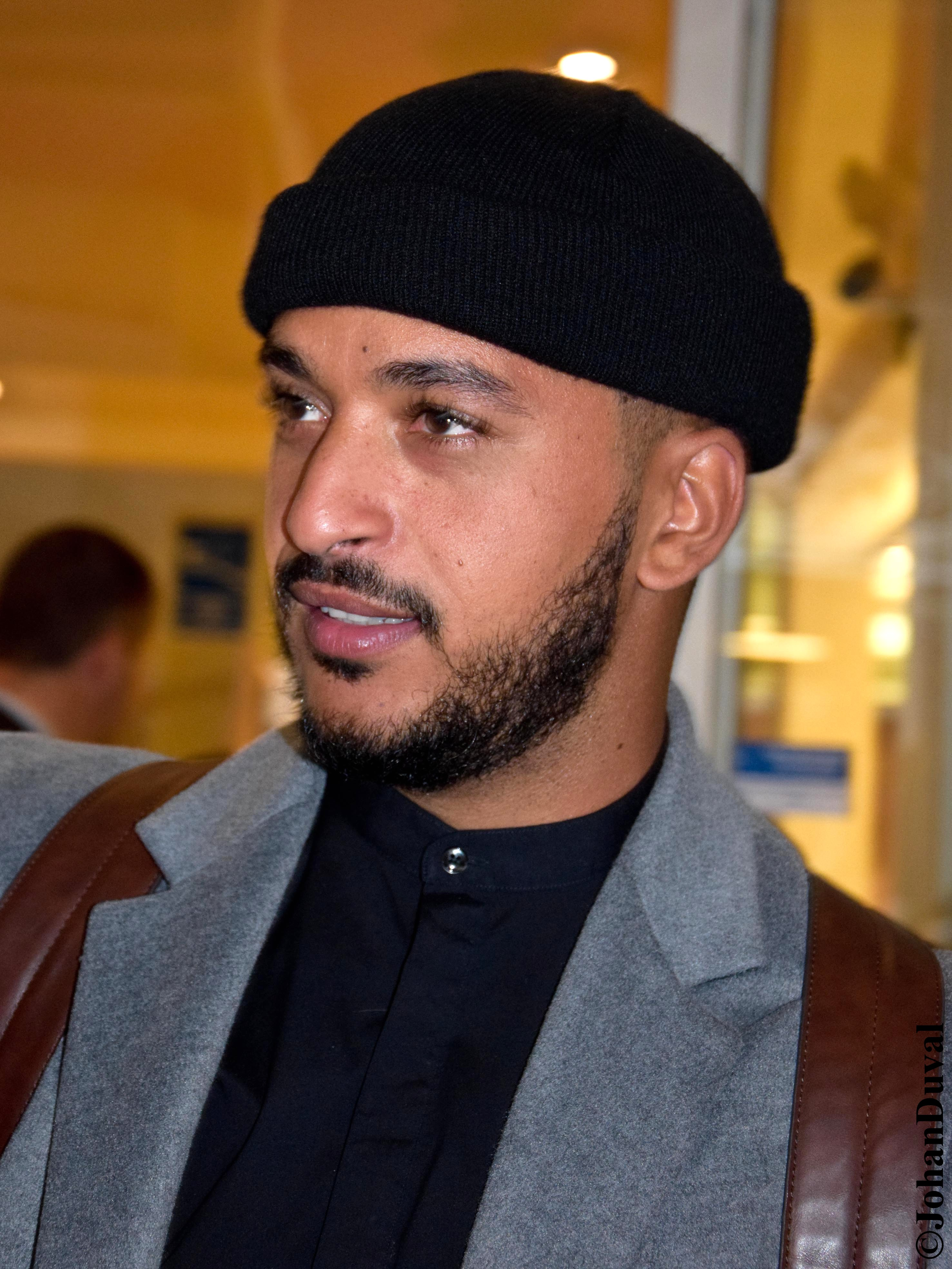
Slimane
Lara Fabian
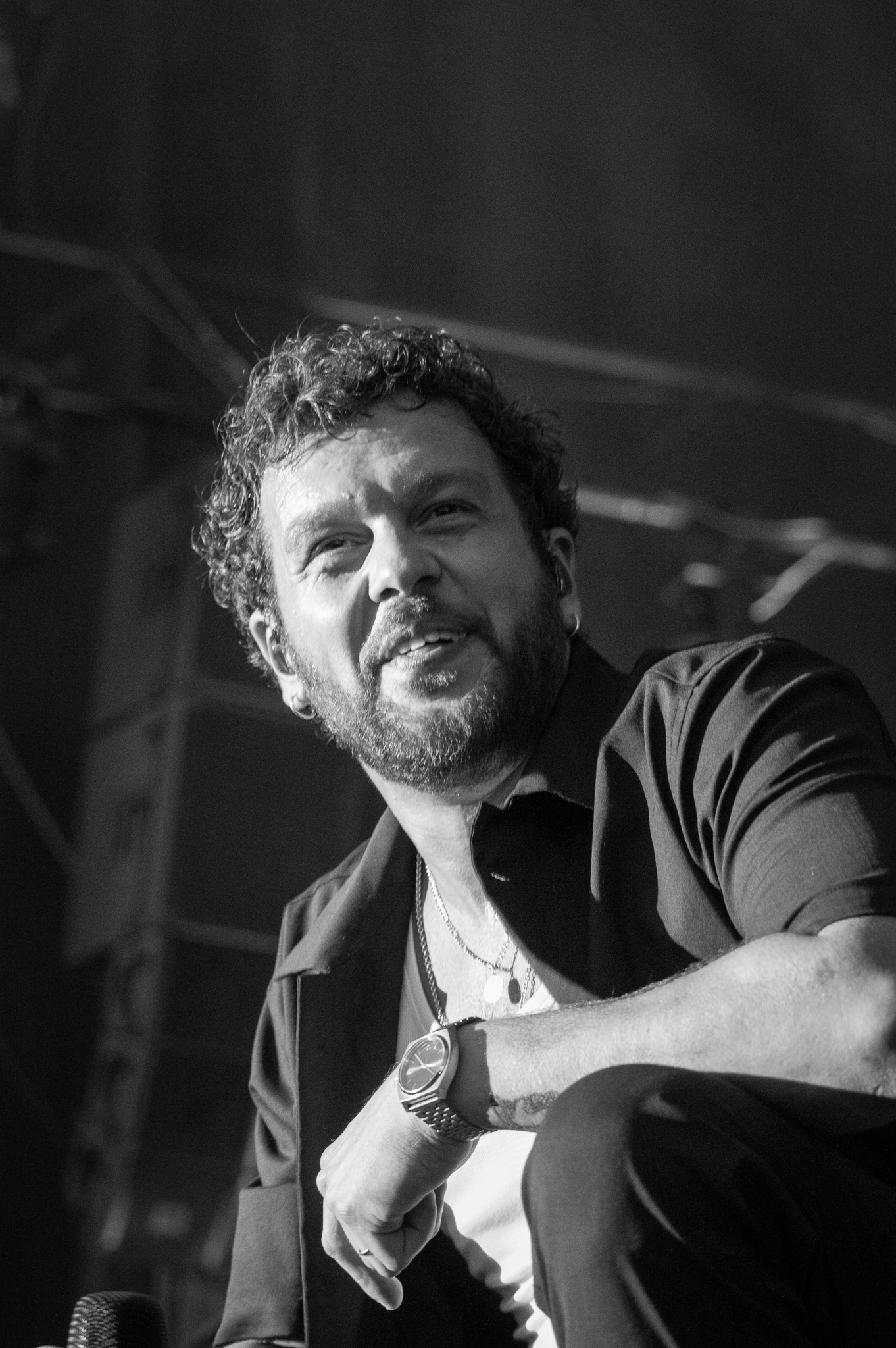
Claudio Capéo
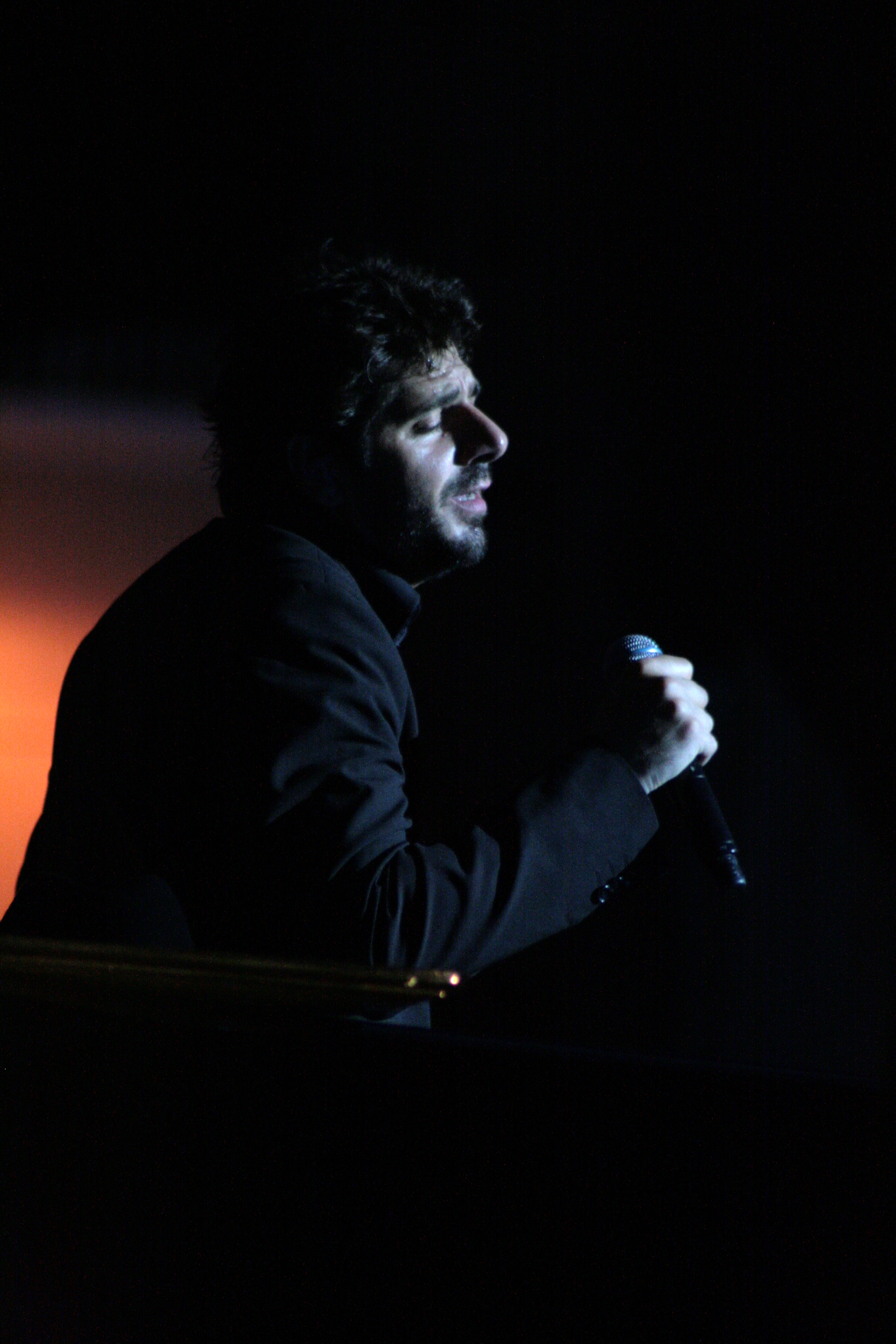
Patrick Fiori

### Candidats
- Vainqueur

| Étapes                  | #  | Slimane                 | Lara Fabian | Claudio Capéo | Patrick Fiori |
| ----------------------- | -- | ----------------------- | ----------- | ------------- | ------------- |
| Finalistes              | 1  | Coline                  | Tim         | Louis         | April         |
| Éliminés en demi-finale | 2  | Lenny                   | Yuliia      | Inès          | Lizzie        |
| Éliminés en demi-finale | 3  | Antoine                 | Loan        | Louis D.      | Célia         |
| Éliminés en demi-finale | 4  | Rafael                  | Arianna     | Giuliana      | Charlie       |
| Éliminés aux Battles    | 5  | Éline & Naël            | Marylou     | Liam C.       | Kiss Kids     |
| Éliminés aux Battles    | 6  | Loucia                  | Hugo        | Ambroise      | Yasmine       |
| Éliminés aux Battles    | 7  | Victoria                | Izalyne     | Noham         | Samara        |
| Éliminés aux Battles    | 8  | Baptiste                | Elisabetta  | Giulia        | Anastasia     |
| Éliminés aux Battles    | 9  | Noéline, Lowen & Éloane | Scarlett    | Tymao         | Jean          |
| Éliminés aux Battles    | 10 | Livanni                 | Louise      | Louanne       | Charles       |
| Éliminés aux Battles    | 11 | Yohan                   | Emma        | Mattia        | Salomée       |
| Éliminés aux Battles    | 12 | Israël                  | Aminata     | Loan O.       | Ella          |

## Déroulement

### Étape 1: Les auditions à l'aveugle
Le principe est, pour chaque coach, de choisir les meilleurs candidats présélectionnés par la production. Lors des prestations de chaque candidat, chaque jury et futur coach est assis dans un fauteuil, dos à la scène et face au public, et écoute la voix du candidat sans le voir (d'où le terme « auditions à l'aveugle »). Lorsqu'il estime qu'il est en présence d'un bon candidat, le juré appuie sur un buzzer devant lui, qui retourne alors son fauteuil face au candidat, ce qui signifie que le juré, qui découvre enfin physiquement le candidat, est prêt à coacher le candidat et le veut dans son équipe. Si le juré est seul à s'être retourné, alors le candidat va par défaut dans son équipe. Par contre, si plusieurs jurés se retournent, c'est alors au candidat de choisir quel coach il veut rejoindre.
La règle du « Super Block » est renouvelée cette saison. Cette règle permet à un coach de bloquer un confrère jusqu'au choix définitif du talent (donc encore utilisable après la prestation du talent) et non plus avant que celui-ci ne se retourne.
Légende

#### Épisode 1: les auditions à l'aveugle (1)
Le premier épisode est diffusé le samedi 17 août 2024 à 21 h 10.
Les coachs ont interprété Le Temps qui court d'Alain Chamfort.
| Ordre | Candidat                                      | Âge     | Localisation                   | Chanson                                              | Choix des coachs et des candidats | Choix des coachs et des candidats | Choix des coachs et des candidats | Choix des coachs et des candidats |
| Ordre | Candidat                                      | Âge     | Localisation                   | Chanson                                              | Slimane                           | Lara Fabian                       | Claudio Capéo                     | Patrick Fiori                     |
| ----- | --------------------------------------------- | ------- | ------------------------------ | ---------------------------------------------------- | --------------------------------- | --------------------------------- | --------------------------------- | --------------------------------- |
| 1     | Elisabetta                                    | 13      | Wolfisheim, Bas-Rhin           | Sarà perché ti amo - Ricchi e Poveri                 | Le coach a buzzé sur ce candidat  | Le coach a buzzé sur ce candidat  | Le coach a buzzé sur ce candidat  | Le coach a buzzé sur ce candidat  |
| 2     | Loan O.                                       | 11      | Mérignac, Gironde              | L'Enfer - Stromae                                    | Le coach a buzzé sur ce candidat  | Le coach a buzzé sur ce candidat  | Le coach a buzzé sur ce candidat  | Le coach a buzzé sur ce candidat  |
| 3     | Emma                                          | 14      | Saint-Andiol, Bouches-du-Rhône | Writing's on the Wall - Sam Smith                    | Le coach a buzzé sur ce candidat  | Le coach a buzzé sur ce candidat  | Le coach a buzzé sur ce candidat  | Lara Fabian                       |
| 4     | Liam A.                                       | 7       | Wezembeek-Oppem, Belgique      | Santiano - Hugues Aufray                             | —                                 | —                                 | —                                 | —                                 |
| 5     | Baptiste                                      | 11      | Saint-Chamond, Loire           | Highway to Hell - AC/DC                              | Le coach a buzzé sur ce candidat  | —                                 | Le coach a buzzé sur ce candidat  | —                                 |
| 6     | Yasmine                                       | 10-11   | Le Vésinet, Yvelines           | Lily - Pierre Perret                                 | Le coach a buzzé sur ce candidat  | Le coach a buzzé sur ce candidat  | Le coach a buzzé sur ce candidat  | Le coach a buzzé sur ce candidat  |
| 7     | Antoine                                       | 10      | Têche, Isère                   | Voilà - Barbara Pravi                                | Le coach a buzzé sur ce candidat  | Le coach a buzzé sur ce candidat  | Le coach a buzzé sur ce candidat  | Le coach a buzzé sur ce candidat  |
| 8     | Timothé                                       | 15      | Nîmes, Gard                    | La Quête - Jacques Brel                              | —                                 | —                                 | —                                 | —                                 |
| 9     | Yuliia                                        | 15      | Chamagnieu, Isère              | History Repeating - Propellerheads & Shirley Bassey  | Le coach a buzzé sur ce candidat  | Le coach a buzzé sur ce candidat  | Le coach a buzzé sur ce candidat  | Le coach a buzzé sur ce candidat  |
| 10    | Kiss Kids (Paul, Jessie, Adrien et Constance) | 11 à 14 | Alpes-Maritimes                | Heaven's on Fire - Kiss                              | —                                 | —                                 | Le coach a buzzé sur ce candidat  | Le coach a buzzé sur ce candidat  |
| 11    | Coline                                        | 15      | Nice, Alpes-Maritimes          | Rise Up - Andra Day                                  | Le coach a buzzé sur ce candidat  | Le coach a buzzé sur ce candidat  | Le coach a buzzé sur ce candidat  | Le coach a buzzé sur ce candidat  |
| 12    | Noham                                         | 12      | Annecy, Haute-Savoie           | Sunday Morning - Maroon 5                            | —                                 | —                                 | Le coach a buzzé sur ce candidat  | —                                 |
| 13    | Romane                                        | 10      | Nice, Alpes-Maritimes          | Derrière le brouillard - Grand Corps Malade & Louane | —                                 | —                                 | —                                 | —                                 |
| 14    | Lizzie                                        | 14      | Grenoble, Isère                | Je suis malade - Serge Lama                          | —                                 | —                                 | Le coach a buzzé sur ce candidat  | Le coach a buzzé sur ce candidat  |

#### Épisode 2: les auditions à l'aveugle (2)
Le deuxième épisode est diffusé le samedi 24 août 2024 à 21 h 10.
| Ordre | Candidat | Âge | Localisation                           | Chanson                                      | Choix des coachs et des candidats | Choix des coachs et des candidats | Choix des coachs et des candidats | Choix des coachs et des candidats |
| Ordre | Candidat | Âge | Localisation                           | Chanson                                      | Slimane                           | Lara Fabian                       | Claudio Capéo                     | Patrick Fiori                     |
| ----- | -------- | --- | -------------------------------------- | -------------------------------------------- | --------------------------------- | --------------------------------- | --------------------------------- | --------------------------------- |
| 1     | Louise   | 12  | Paris                                  | I Put a Spell on You - Screamin' Jay Hawkins | Le coach a buzzé sur ce candidat  | Le coach a buzzé sur ce candidat  | —                                 | —                                 |
| 2     | Louis    | 14  | Neufchef, Moselle                      | Si j'avais su - Claudio Capéo                | Le coach a buzzé sur ce candidat  | Le coach a buzzé sur ce candidat  | Le coach a buzzé sur ce candidat  | Le coach a buzzé sur ce candidat  |
| 3     | Emy      | 15  | Mudaison, Hérault                      | Ain't Nobody - Bakermat & LaShun Pace        | —                                 | —                                 | —                                 | —                                 |
| 4     | Salomée  | 8   | Nice, Alpes-Maritimes                  | T'en va pas - Elsa                           | Le coach a buzzé sur ce candidat  | Le coach a buzzé sur ce candidat  | Le coach a buzzé sur ce candidat  | Le coach a buzzé sur ce candidat  |
| 5     | Samara   | 11  | Perpignan, Pyrénées-Orientales         | Eaea - Blanca Paloma                         | Patrick Fiori                     | Le coach a buzzé sur ce candidat  | Le coach a buzzé sur ce candidat  | Le coach a buzzé sur ce candidat  |
| 6     | Loan     | 11  | Sarreguemines, Moselle                 | Le Portrait - Calogero                       | —                                 | Le coach a buzzé sur ce candidat  | —                                 | —                                 |
| 7     | Loucia   | 11  | Belgique                               | Mon cœur, mon amour - Anaïs                  | Le coach a buzzé sur ce candidat  | —                                 | —                                 | —                                 |
| 8     | Scarlett | 11  | Mios, Gironde                          | L'Effet de masse - Maëlle                    | Le coach a buzzé sur ce candidat  | Le coach a buzzé sur ce candidat  | Le coach a buzzé sur ce candidat  | Le coach a buzzé sur ce candidat  |
| 9     | Ethan    | 11  | Saint-Maur-des-Fossés, Val-de-Marne    | Les Champs-Élysées - Joe Dassin              | —                                 | —                                 | —                                 | —                                 |
| 10    | Célia    | 13  | Mallefougasse, Alpes-de-Haute-Provence | Love in the Dark - Adele                     | —                                 | Le coach a buzzé sur ce candidat  | —                                 | Le coach a buzzé sur ce candidat  |
| 11    | Liam C.  | 9   | Bailleval, Oise                        | Si, maman si - France Gall                   | —                                 | —                                 | Le coach a buzzé sur ce candidat  | —                                 |
| 12    | Arianna  | 14  | Nice, Alpes-Maritimes                  | It's a Man's Man's Man's World - James Brown | —                                 | Le coach a buzzé sur ce candidat  | Le coach a buzzé sur ce candidat  | Le coach a buzzé sur ce candidat  |
| 13    | Giulia   | 11  | Marseille, Bouches-du-Rhône            | Je reviens te chercher - Gilbert Bécaud      | —                                 | —                                 | Le coach a buzzé sur ce candidat  | —                                 |
| 14    | Noa      | 11  | Perpignan, Pyrénées-Orientales         | Y'a du soleil - Christophe Maé               | —                                 | —                                 | —                                 | —                                 |
| 15    | Victoria | 14  | Bayonne, Pyrénées-Atlantiques          | Qu'importe - Juliette Armanet                | Le coach a buzzé sur ce candidat  | Le coach a buzzé sur ce candidat  | Le coach a buzzé sur ce candidat  | Le coach a buzzé sur ce candidat  |

#### Épisode 3: les auditions à l'aveugle (3)
Le troisième épisode est diffusé le samedi 31 août 2024 à 21 h 10.
| Ordre | Candidat     | Âge     | Localisation                  | Chanson                                                      | Choix des coachs et des candidats | Choix des coachs et des candidats | Choix des coachs et des candidats | Choix des coachs et des candidats |
| Ordre | Candidat     | Âge     | Localisation                  | Chanson                                                      | Slimane                           | Lara Fabian                       | Claudio Capéo                     | Patrick Fiori                     |
| ----- | ------------ | ------- | ----------------------------- | ------------------------------------------------------------ | --------------------------------- | --------------------------------- | --------------------------------- | --------------------------------- |
| 1     | Yohan        | 14      | Limay, Yvelines               | I'm Still Standing - Elton John                              | Le coach a buzzé sur ce candidat  | Le coach a buzzé sur ce candidat  | —                                 | —                                 |
| 2     | Giuliana     | 13      | Forbach, Moselle              | Vie d'artiste - La Zarra                                     | Le coach a buzzé sur ce candidat  | Le coach a buzzé sur ce candidat  | Le coach a buzzé sur ce candidat  | Le coach a buzzé sur ce candidat  |
| 3     | Charles      | 11      | NC                            | Rolling in the Deep - Adele                                  | —                                 | —                                 | —                                 | Le coach a buzzé sur ce candidat  |
| 4     | Lenny        | 12      | Montayral, Lot-et-Garonne     | Voilà - Barbara Pravi                                        | Le coach a buzzé sur ce candidat  | Le coach a buzzé sur ce candidat  | Le coach a buzzé sur ce candidat  | Le coach a buzzé sur ce candidat  |
| 5     | Clara        | 14      | Saint-Sulpice-la-Pointe, Tarn | Ceux qui rêvent - Pomme                                      | —                                 | —                                 | —                                 | —                                 |
| 6     | Jean         | 12      | Talence, Gironde              | Chanson sur ma drôle de vie - Véronique Sanson               | Le coach a buzzé sur ce candidat  | —                                 | Le coach a buzzé sur ce candidat  | Le coach a buzzé sur ce candidat  |
| 7     | Aminata      | 15      | Sorcy-Saint-Martin, Meuse     | L'Histoire de la vie - Debbie Davis (BO du film Le Roi lion) | Le coach a buzzé sur ce candidat  | Le coach a buzzé sur ce candidat  | Le coach a buzzé sur ce candidat  | Claudio Capéo                     |
| 8     | Tim          | 12      | Bois-Colombes, Hauts-de-Seine | Creep - Radiohead                                            | Le coach a buzzé sur ce candidat  | Le coach a buzzé sur ce candidat  | Le coach a buzzé sur ce candidat  | Le coach a buzzé sur ce candidat  |
| 9     | Louanne      | 11      | Essonne                       | Parle à ta tête - Indila                                     | —                                 | —                                 | Le coach a buzzé sur ce candidat  | —                                 |
| 10    | Aïden        | 13      | Gonfaron, Var                 | Mesdames - Grand Corps Malade                                | —                                 | —                                 | —                                 | —                                 |
| 11    | Ella         | 9       | Marseille, Bouches-du-Rhône   | Le Tourbillon - Jeanne Moreau                                | Le coach a buzzé sur ce candidat  | Le coach a buzzé sur ce candidat  | Le coach a buzzé sur ce candidat  | Le coach a buzzé sur ce candidat  |
| 12    | Éline & Naël | 11 & 10 | Val-de-Marne                  | XY - Vitaa & Slimane                                         | Le coach a buzzé sur ce candidat  | Le coach a buzzé sur ce candidat  | Le coach a buzzé sur ce candidat  | Le coach a buzzé sur ce candidat  |
| 13    | Lisa         | 9       | Saint-Laurent-d'Arce, Gironde | Il est un coin de France - Luis Mariano                      | —                                 | —                                 | —                                 | —                                 |
| 14    | Rafael       | 13      | Buzet-sur-Tarn, Haute-Garonne | Gangsta's Paradise - Coolio feat. L. V.                      | Le coach a buzzé sur ce candidat  | Le coach a buzzé sur ce candidat  | Le coach a buzzé sur ce candidat  | Le coach a buzzé sur ce candidat  |
| 15    | Mattia       | 13      | Liège, Belgique               | Popcorn salé - Santa                                         | —                                 | —                                 | Le coach a buzzé sur ce candidat  | —                                 |

#### Épisode 4: les auditions à l'aveugle (4)
Le quatrième épisode est diffusé le samedi 7 septembre 2024 à 21 h 10.
| Ordre | Candidat                | Âge         | Localisation                           | Chanson                                         | Choix des coachs et des candidats | Choix des coachs et des candidats | Choix des coachs et des candidats | Choix des coachs et des candidats |
| Ordre | Candidat                | Âge         | Localisation                           | Chanson                                         | Slimane                           | Lara Fabian                       | Claudio Capéo                     | Patrick Fiori                     |
| ----- | ----------------------- | ----------- | -------------------------------------- | ----------------------------------------------- | --------------------------------- | --------------------------------- | --------------------------------- | --------------------------------- |
| 1     | Anastasia               | 14          | Géorgie                                | Don't Rain on My Parade - Barbra Streisand      | Le coach a buzzé sur ce candidat  | Le coach a buzzé sur ce candidat  | Le coach a buzzé sur ce candidat  | Le coach a buzzé sur ce candidat  |
| 2     | Louis D.                | 14          | Replonges, Ain                         | Casting - Christophe Maé                        | —                                 | Le coach a buzzé sur ce candidat  | Le coach a buzzé sur ce candidat  | Le coach a buzzé sur ce candidat  |
| 3     | Marylou                 | 13          | Dijon, Côte-d'Or                       | American Boy - Estelle feat. Kanye West         | —                                 | Le coach a buzzé sur ce candidat  | —                                 | —                                 |
| 4     | Laïna                   | 12          | Perpignan, Pyrénées-Orientales         | Meu Pai, c'est mon père - Tony Carreira         | —                                 | —                                 | —                                 | —                                 |
| 5     | Livanni                 | 13          | Herseaux, Belgique                     | Le Chanteur - Daniel Balavoine                  | Le coach a buzzé sur ce candidat  | —                                 | Le coach a buzzé sur ce candidat  | —                                 |
| 6     | Israël                  | 12          | Rosny-sous-Bois, Seine-Saint-Denis     | Lovely - Billie Eilish & Khalid                 | Le coach a buzzé sur ce candidat  | Slimane                           | Le coach a buzzé sur ce candidat  | Le coach a buzzé sur ce candidat  |
| 7     | Hugo                    | 13          | Mougins, Alpes-Maritimes               | Si seulement je pouvais lui manquer - Calogero  | —                                 | Le coach a buzzé sur ce candidat  | Le coach a buzzé sur ce candidat  | —                                 |
| 8     | Charlie                 | 7           | Marseille, Bouches-du-Rhône            | Dommage - Erza Muqoli                           | —                                 | —                                 | Le coach a buzzé sur ce candidat  | Le coach a buzzé sur ce candidat  |
| 9     | Izalyne                 | 12          | Lanton, Gironde                        | River Deep, Mountain High - Ike and Tina Turner | —                                 | Le coach a buzzé sur ce candidat  | —                                 | —                                 |
| 10    | Ambroise                | 15          | Béziers, Hérault                       | Roméo kiffe Juliette - Grand Corps Malade       | —                                 | Équipe complète                   | Le coach a buzzé sur ce candidat  | Le coach a buzzé sur ce candidat  |
| 11    | Juliette                | 9           | Nice, Alpes-Maritimes                  | La Bikina - Karol Sevilla (BO du film Coco)     | —                                 | Équipe complète                   | —                                 | —                                 |
| 12    | Tymao                   | 12          | Saint-Martin-de-Crau, Bouches-du-Rhône | Forrest - Soprano                               | —                                 | Équipe complète                   | Le coach a buzzé sur ce candidat  | Le coach a buzzé sur ce candidat  |
| 13    | Noéline, Lowen & Éloane | 11, 10 & 13 | Kœnigsmacker, Moselle                  | Barracuda - Julien Doré                         | Le coach a buzzé sur ce candidat  | Équipe complète                   | Le coach a buzzé sur ce candidat  | Le coach a buzzé sur ce candidat  |
| 14    | Inès                    | 12          | Perpignan, Pyrénées-Orientales         | Mon idole - Janie                               | Équipe complète                   | Équipe complète                   | Le coach a buzzé sur ce candidat  | Le coach a buzzé sur ce candidat  |
| 15    | April                   | 12          | Toulouse, Haute-Garonne                | Pardonne-moi - Louane                           | Équipe complète                   | Équipe complète                   | Équipe complète                   | Le coach a buzzé sur ce candidat  |

| Slimane                 | Lara Fabian | Claudio Capéo | Patrick Fiori |
| ----------------------- | ----------- | ------------- | ------------- |
| Baptiste                | Elisabetta  | Loan O.       | Yasmine       |
| Antoine                 | Emma        | Noham         | Kiss Kids     |
| Coline                  | Yuliia      | Louis         | Lizzie        |
| Loucia                  | Louise      | Liam C.       | Salomée       |
| Victoria                | Loan        | Giulia        | Samara        |
| Yohan                   | Scarlett    | Giuliana      | Célia         |
| Lenny                   | Arianna     | Louanne       | Charles       |
| Éline & Naël            | Aminata     | Mattia        | Jean          |
| Rafael                  | Tim         | Louis D.      | Ella          |
| Livanni                 | Marylou     | Ambroise      | Anastasia     |
| Israël                  | Hugo        | Tymao         | Charlie       |
| Noéline, Lowen & Éloane | Izalyne     | Inès          | April         |

### Étape 2: lesBattles
Au sein de leur équipe, chaque coach a formé des trios de candidats, selon leur registre vocal, pour chanter une chanson choisie par le coach. Chaque coach est épaulé par un artiste dans son coaching : Patrick Fiori est accompagné de Santa et Patrick Bruel, Slimane est accompagné de Dadju et Chimène Badi, Claudio Capéo est accompagné de Mosimann et Arnaud Ducret et Lara Fabian est accompagnée de Garou et Tayc. À chaque prestation de trio, l'un des trois talents est qualifié par son coach pour l'étape suivante, la demi-finale. Les deux autres candidats sont éliminés du concours.
Légende
- Le talent a remporté la Battle
- Le talent a perdu la Battle

#### Épisode 5: les Battles (5)
Le cinquième épisode est diffusé le samedi 14 septembre 2024 à 21 h 10.
Les coachs ont interprété L'important c'est d'aimer de Pascal Obispo
| Coach         | Ordre | Gagnant  | Chanson                                         | Perdant(s)              |
| ------------- | ----- | -------- | ----------------------------------------------- | ----------------------- |
| Lara Fabian   | 1     | Yuliia   | Dans un autre monde - Céline Dion               | Aminata                 |
| Lara Fabian   | 1     | Yuliia   | Dans un autre monde - Céline Dion               | Emma                    |
| Claudio Capéo | 2     | Louis D. | Amsterdam - Jacques Brel                        | Loan O.                 |
| Claudio Capéo | 2     | Louis D. | Amsterdam - Jacques Brel                        | Mattia                  |
| Patrick Fiori | 3     | Charlie  | Les Bêtises - Sabine Paturel                    | Ella                    |
| Patrick Fiori | 3     | Charlie  | Les Bêtises - Sabine Paturel                    | Salomée                 |
| Slimane       | 4     | Rafael   | Cry Me a River - Justin Timberlake              | Israël                  |
| Slimane       | 4     | Rafael   | Cry Me a River - Justin Timberlake              | Yohan                   |
| Claudio Capéo | 5     | Louis    | L'Amour - Christophe Maé feat. Amadou et Mariam | Louanne                 |
| Claudio Capéo | 5     | Louis    | L'Amour - Christophe Maé feat. Amadou et Mariam | Tymao                   |
| Lara Fabian   | 6     | Tim      | Un homme heureux - William Sheller              | Louise                  |
| Lara Fabian   | 6     | Tim      | Un homme heureux - William Sheller              | Scarlett                |
| Patrick Fiori | 7     | Lizzie   | La Groupie du pianiste - Michel Berger          | Charles                 |
| Patrick Fiori | 7     | Lizzie   | La Groupie du pianiste - Michel Berger          | Jean                    |
| Slimane       | 8     | Antoine  | Je partirai - Hoshi                             | Livanni                 |
| Slimane       | 8     | Antoine  | Je partirai - Hoshi                             | Noéline, Lowen & Éloane |

#### Épisode 6: les Battles (6)
Le sixième épisode est diffusé le samedi 21 septembre 2024 à 21 h 10.
| Coach         | Ordre | Gagnant  | Chanson                                                          | Perdant(s)   |
| ------------- | ----- | -------- | ---------------------------------------------------------------- | ------------ |
| Patrick Fiori | 1     | Célia    | Prière païenne - Céline Dion                                     | Anastasia    |
| Patrick Fiori | 1     | Célia    | Prière païenne - Céline Dion                                     | Samara       |
| Lara Fabian   | 2     | Arianna  | I Will Survive - Gloria Gaynor                                   | Elisabetta   |
| Lara Fabian   | 2     | Arianna  | I Will Survive - Gloria Gaynor                                   | Izalyne      |
| Slimane       | 3     | Coline   | Always Remember Us This Way - Lady Gaga                          | Baptiste     |
| Slimane       | 3     | Coline   | Always Remember Us This Way - Lady Gaga                          | Victoria     |
| Claudio Capéo | 4     | Giuliana | Comment on fait - Vianney & Zazie                                | Giulia       |
| Claudio Capéo | 4     | Giuliana | Comment on fait - Vianney & Zazie                                | Noham        |
| Lara Fabian   | 5     | Loan     | Savoir aimer - Florent Pagny                                     | Hugo         |
| Lara Fabian   | 5     | Loan     | Savoir aimer - Florent Pagny                                     | Marylou      |
| Claudio Capéo | 6     | Inès     | Mistral gagnant - Renaud                                         | Ambroise     |
| Claudio Capéo | 6     | Inès     | Mistral gagnant - Renaud                                         | Liam C.      |
| Patrick Fiori | 7     | April    | Si l'on s'aimait, si - Les Enfoirés                              | Yasmine      |
| Patrick Fiori | 7     | April    | Si l'on s'aimait, si - Les Enfoirés                              | Kiss Kids    |
| Slimane       | 8     | Lenny    | Laissez-moi danser (Monday, Tuesday) - Dalida (version de Pomme) | Loucia       |
| Slimane       | 8     | Lenny    | Laissez-moi danser (Monday, Tuesday) - Dalida (version de Pomme) | Éline & Naël |

À l'issue des Battles, les équipes sont ainsi constituées :
| Slimane | Lara Fabian | Claudio Capéo | Patrick Fiori |
| ------- | ----------- | ------------- | ------------- |
| Rafael  | Yuliia      | Louis D.      | Charlie       |
| Antoine | Tim         | Louis         | Lizzie        |
| Coline  | Arianna     | Giuliana      | Célia         |
| Lenny   | Loan        | Inès          | April         |

### Étape 3: la demi-finale
Le septième épisode est diffusé le samedi 28 septembre 2024 à 21 h 10.
Légende
- Sauvé(e) pour la finale
- Éliminé(e) de la compétition

| Coach         | Ordre | Talent   | Chanson                                                             | Résultat |
| ------------- | ----- | -------- | ------------------------------------------------------------------- | -------- |
| Claudio Capéo | 1     | Giuliana | Je t'aime - Lara Fabian                                             | Éliminée |
| Claudio Capéo | 2     | Louis D. | Ma gueule - Johnny Hallyday                                         | Éliminé  |
| Claudio Capéo | 3     | Inès     | Vole - Céline Dion                                                  | Éliminée |
| Claudio Capéo | 4     | Louis    | Mon amour - Slimane                                                 | Sauvé    |
| Lara Fabian   | 5     | Arianna  | I Have Nothing - Whitney Houston                                    | Éliminée |
| Lara Fabian   | 6     | Loan     | Diego libre dans sa tête - France Gall (version de Johnny Hallyday) | Éliminé  |
| Lara Fabian   | 7     | Yuliia   | Anyone - Demi Lovato                                                | Éliminée |
| Lara Fabian   | 8     | Tim      | Another Love - Tom Odell                                            | Sauvé    |
| Patrick Fiori | 9     | April    | Et même après je t'aimerai - Hoshi                                  | Sauvée   |
| Patrick Fiori | 10    | Charlie  | Riche - Claudio Capéo                                               | Éliminée |
| Patrick Fiori | 11    | Célia    | Premier amour - Nour                                                | Éliminée |
| Patrick Fiori | 12    | Lizzie   | Memory - Andrew Lloyd Webber (version de Barbra Streisand)          | Éliminée |
| Slimane       | 13    | Rafael   | Golden Hour - Jvke                                                  | Éliminé  |
| Slimane       | 14    | Coline   | Peurs - Slimane                                                     | Sauvée   |
| Slimane       | 15    | Antoine  | SOS d'un terrien en détresse - Daniel Balavoine                     | Éliminé  |
| Slimane       | 16    | Lenny    | La vie ne m'apprend rien - Daniel Balavoine                         | Éliminé  |

À l'issue de la demi-finale, les équipes sont ainsi constituées :
| Slimane | Lara Fabian | Claudio Capéo | Patrick Fiori |
| ------- | ----------- | ------------- | ------------- |
| Coline  | Tim         | Louis         | April         |

### Étape 4: la finale
Le huitième épisode est diffusé le samedi 5 octobre 2024 à 21 h 10.
| Coach         | Ordre | Talent | Chanson                                 | En duo avec   | Résultat  |
| ------------- | ----- | ------ | --------------------------------------- | ------------- | --------- |
| Patrick Fiori | 1     | April  | Ma révolution - Jenifer                 | Jenifer       | Finaliste |
| Patrick Fiori | 8     | April  | Écris l'histoire - Grégory Lemarchal    | —             | Finaliste |
| Patrick Fiori | 11    | April  | Les Feux d'artifice - Calogero          | Patrick Fiori | Finaliste |
| Lara Fabian   | 2     | Tim    | Qui a le droit - Patrick Bruel          | Patrick Bruel | Gagnant   |
| Lara Fabian   | 6     | Tim    | Popcorn salé - Santa                    | —             | Gagnant   |
| Lara Fabian   | 9     | Tim    | Mistral gagnant - Renaud                | Lara Fabian   | Gagnant   |
| Slimane       | 3     | Coline | Quand on n'a que l'amour - Jacques Brel | —             | Finaliste |
| Slimane       | 5     | Coline | Corps - Yseult                          | Yseult        | Finaliste |
| Slimane       | 10    | Coline | Chanter - Florent Pagny                 | Slimane       | Finaliste |
| Claudio Capéo | 4     | Louis  | Beautiful Things - Benson Boone         | —             | Finaliste |
| Claudio Capéo | 7     | Louis  | Un homme - Jérémy Frérot                | Jérémy Frérot | Finaliste |
| Claudio Capéo | 12    | Louis  | Elle est d'ailleurs - Pierre Bachelet   | Claudio Capéo | Finaliste |

## Audiences
| Type                  | Épisode                                | Date de diffusion                                | Horaire de diffusion | Nombre de téléspectateurs | Part de marché  | Classement des audiences | Réf.   |
| Type                  | Épisode                                | Date de diffusion                                | Horaire de diffusion | Nombre de téléspectateurs | (4 ans et plus) | Classement des audiences | Réf.   |
| --------------------- | -------------------------------------- | ------------------------------------------------ | -------------------- | ------------------------- | --------------- | ------------------------ | ------ |
| Auditions à l'aveugle | 1                                      | Samedi 17 août 2024 (Audition à l'aveugle 1)     | 21 h 13 – 22 h 21    | 2 950 000                 | 18,3 %          | 1er                      | [ 13 ] |
| Auditions à l'aveugle | 1                                      | Samedi 17 août 2024 (Audition à l'aveugle 1)     | 22 h 29 – 23 h 40    | 2 880 000                 | 24,5 %          | 1er                      | [ 13 ] |
| Auditions à l'aveugle | 2                                      | Samedi 24 août 2024 (Audition à l'aveugle 2)     | 21 h 13 – 22 h 21    | 3 050 000                 | 19 %            | 1er                      | [ 14 ] |
| Auditions à l'aveugle | 2                                      | Samedi 24 août 2024 (Audition à l'aveugle 2)     | 22 h 29 – 23 h 40    | 2 810 000                 | 22,4 %          | 1er                      | [ 14 ] |
| Auditions à l'aveugle | 3                                      | Samedi 31 août 2024 (Audition à l'aveugle 3)     | 21 h 13 – 22 h 21    | 3 170 000                 | 19,9 %          | 1er                      | [ 15 ] |
| Auditions à l'aveugle | 3                                      | Samedi 31 août 2024 (Audition à l'aveugle 3)     | 22 h 30 – 23 h 41    | 2 950 000                 | 25,5 %          | 1er                      | [ 15 ] |
| Auditions à l'aveugle | 4                                      | Samedi 7 septembre 2024 (Audition à l'aveugle 4) | 21 h 13 – 22 h 19    | 2 800 000                 | 16,1 %          | 3e                       | [ 16 ] |
| Auditions à l'aveugle | 4                                      | Samedi 7 septembre 2024 (Audition à l'aveugle 4) | 22 h 28 – 23 h 39    | 2 650 000                 | 21,8 %          | 3e                       | [ 16 ] |
| Battles               | 5                                      | Samedi 14 septembre 2024 (Battles 1)             | 21 h 13 – 22 h 22    | 2 270 000                 | 12,7 %          | 3e                       | [ 17 ] |
| Battles               | 5                                      | Samedi 14 septembre 2024 (Battles 1)             | 22 h 31 – 23 h 27    | 2 030 000                 | 16 %            | 3e                       | [ 17 ] |
| Battles               | 6                                      | Samedi 21 septembre 2024 (Battles 2)             | 21 h 13 – 22 h 22    | 2 510 000                 | 14,7 %          | 2e                       | [ 18 ] |
| Battles               | 6                                      | Samedi 21 septembre 2024 (Battles 2)             | 22 h 30 – 23 h 27    | 2 190 000                 | 17,1 %          | 2e                       | [ 18 ] |
| Lives                 |                                        |                                                  |                      |                           |                 |                          |        |
| 7                     | Samedi 28 septembre 2024 (Demi-finale) | 21 h 13 – 22 h 25                                | 2 430 000            | 13,7 %                    | 3e              | [ 19 ]                   |        |
| 7                     | Samedi 28 septembre 2024 (Demi-finale) | 22 h 35 – 23 h 42                                | 2 130 000            | 17,1 %                    | 3e              | [ 19 ]                   |        |
| 8                     | Samedi 5 octobre 2024 (Finale)         | 21 h 14 – 22 h 25                                | 2 700 000            | 14,8 %                    | 3e              | [ 20 ]                   |        |
| 8                     | Samedi 5 octobre 2024 (Finale)         | 22 h 33 – 23 h 35                                | 2 310 000            | 17,9 %                    | 3e              | [ 20 ]                   |        |

Légende :
En fond vert = Les plus hauts chiffres d'audiences/PDM
En fond rouge = Les plus bas chiffres d'audiences/PDM